# Багатівка (Феодосійський район)
Бага́тівка (до 1948 року — Токлук, крим. Toqluq) — село в Україні, у складі Судацької міської ради Феодосійського району Автономної Республіки Крим.

## Історія
Станом на 1886 у селі Таракташської волості Феодосійського повіту Таврійської губернії мешкало 431 особа, налічувалось 84 дворових господарства, існувала мечеть.